# Femmahålan
Femmahålan är en sjö i Hylte kommun i Småland och ingår i Fylleåns huvudavrinningsområde. Sjön har en area på 0,0318 kvadratkilometer och ligger 148,4 meter över havet. Sjön avvattnas av vattendraget Fylleån.

## Delavrinningsområde
Femmahålan ingår i det delavrinningsområde (630736-134796) som SMHI kallar för Utloppet av Femmahålan. Medelhöjden är 153 meter över havet och ytan är 0,19 kvadratkilometer. Räknas de 10 avrinningsområdena uppströms in blir den ackumulerade arean 47,41 kvadratkilometer. Avrinningsområdets utflöde Fylleån mynnar i havet. Avrinningsområdet består mestadels av skog (74 procent). Avrinningsområdet har 0,03 kvadratkilometer vattenytor vilket ger det en sjöprocent på 15,8 procent.